# Rolf Leeb
Rolf Leeb (* 24. März 1924; † 3. September 1986) war ein deutscher Fußballspieler.

## Sportlicher Werdegang
Der Offensivspieler Leeb wurde im November 1954 als Teil der Oberliga-Mannschaft der BSG Empor Lauter nach Rostock delegiert und in den neu gegründeten SC Empor Rostock eingegliedert. Er folgte damit dem Versprechen in Rostock doppeltes Gehalt, eine schöne neue Wohnung in der City, einem Garten an der Küste und Ferienplätze am Meer zu erhalten. Am 14. November der Oberliga-Saison 1954/55 (9. Spieltag) bestritt er unter Empor-Trainer Oswald Pfau im noch unfertigen Ostseestadion das Premierenspiel des SC Empor in der höchsten ostdeutschen Spielklasse gegen Chemie Karl-Marx-Stadt (0:0). Während des Heimspiels am 12. Spieltag der Saison gegen die Vertretung des ZSK Vorwärts Berlin, gelang ihm das erste Tor für Empor Rostock überhaupt. Er traf zum zwischenzeitlichen 1:0; die Partie endete letztlich 1:1. Eine Woche später, in der 3. Runde im FDGB-Pokal gegen Empor Wurzen (4:1), traf er erneut und war so maßgeblich am ersten Pflichtspielsieg des neuen Clubs aus dem Bezirk Rostock beteiligt. Nachdem Empor in der Oberliga bis einschließlich des 15. Spieltags kein einziges Punktspiel gewinnen konnte und lediglich ein Unentschieden einfuhr, somit in der Tabelle vom ersten auf den zwölften Platz abfiel und sich in Abstiegsgefahr begab –Leeb bestritt bis dorthin sechs von sieben Oberliga-Punktspiele für Rostock–, folgte am 16. Spieltag der Saison gegen die BSG Motor Zwickau (3:0) der erste Oberliga-Sieg in der noch jungen Vereinshistorie, bei welchem er jedoch nicht auf dem Platz stand. Wenige Tage vor diesem Sieg stellte sich das Oberliga-Kollektiv auf Anregung der Gesellschaft für Deutsch-Sowjetische Freundschaft (DSF) im Haus der Freundschaft der Kritik Rostocker Werktätiger, die Gründe für die Sieglosserie seit der Gründung des Clubs erfahren wollten.
Im Finale des FDGB-Pokals, in welchem Rostock mit 3:2 nach Verlängerung dem SC Wismut Karl-Marx-Stadt unterlag, kam Leeb ebenfalls nicht zum Einsatz.
In der folgenden Übergangsrunde 1955 wurde Leeb lediglich zwei Mal eingesetzt und gehörte auch in der Saison 1956, in der Empor Rostock als Tabellenletzter in die zweitklassige Liga abstieg, mit 14 Pflichtspieleinsätzen nicht zur Stammformation der Hanseaten. Mit dem Abstieg jedoch wurde Leeb Stammspieler, erreichte mit Empor den sofortigen Wiederaufstieg und den erneuten Einzug ins FDGB-Pokalfinale. Diesmal wurde Leeb im Finale eingesetzt, Rostock unterlag jedoch dem SC Lokomotive Leipzig erneut nach Verlängerung mit 2:1.
Nachdem sich Rostock ab der Saison 1958 in der Oberliga etabliert hatte, erreichte Leeb mit dem SC Empor 1960 zum dritten Mal das Pokalfinale, unterlag jedoch bei seinem zweiten Finaleinsatz ebenfalls nach Verlängerung dem SC Motor Jena mit 3:2. In den folgenden Saisonen 1961/62 und 1962/63 wurde Leeb mit Empor zweifach in Folge Vize-Meister der DDR, so dass er 1963 nach 128 Einsätzen in der Oberliga (elf Tore), 23 Spielen (fünf Tore) in der zweitklassigen DDR-Liga sowie 22 Partien (fünf Tore) im FDGB-Pokal mit insgesamt fünf Vize-Titeln seine Karriere beim SC Empor beendete.